# Actidium hysterioides
Actidium es un género monotípico de hongos perteneciente a la familia Mytilinidiaceae. Su única especie es Actidium hysterioides.